# Jort van Gennep
Jort van Gennep (Breda, 6 agosto 1994) è un canottiere olandese.

## Biografia
Ha rappresentato i Paesi Bassi ai Giochi olimpici estivi di Rio de Janeiro 2016 nel quattro senza pesi leggeri, dove si è piazzato 11º con Björn van den Ende, Joris Pijs e Tim Heijbrock.